# ヴァシリイェ・コストヴ
ヴァシリイェ・コストヴ（セルビア語: Василије Костов, ラテン文字転写: Vasilije Kostov、2008年5月11日 - ）は、セルビアと北マケドニアのサッカー選手。ポジションはミッドフィールダー。

## 経歴

### レッドスター・ベオグラード
2024年11月14日、レッドスター・ベオグラードとの契約を2027年まで延長した。
2025年1月3日、レッドスターU-19からトップチームに昇格した。
2025年1月16日、OFKベオグラード戦に出場し親善試合ながらトップチームデビューを果たした。
2025年4月6日のセルビア・スーペルリーガ、OFKベオグラード戦に出場しトップチームデビューを果たした。